# Love Ain't for Keeping
Pistes de Who's Next
Bargain My Wife
Love Ain't for Keeping est une chanson du groupe britannique The Who, parue sur l'album Who's Next de 1971.

## Caractéristiques
Cette chanson est essentiellement acoustique. C'est la plus courte de l'album; elle dénote une certaine simplicité. Les accords sont peu nombreux et peu complexes. Le solo de guitare est également acoustique, mais possède tout de même l'énergie habituelle de Pete Townshend. Roger Daltrey est au chant principal, montrant la justesse et la puissance qu'il venait d'atteindre dans l'art lyrique. On entend des harmonies vocales éthérées durant le pont instrumental (comme dans Behind Blue Eyes, par exemple).
Les paroles semblent désigner la vie à la campagne et la communion avec la nature. Au sein du projet Lifehouse abandonné, cette chanson était écrite pour Ray, le fermier écossais, un des personnages principaux de l'histoire.
Cette chanson a d'abord été enregistrée à New York le 17 mars 1971, dans une version hard rock. Elle a été réarrangée en acoustique aux studios Olympic en mai 1971. Cependant, elle gardait son côté agressif sur scène, où elle ouvrait les concerts des Who à l'époque.